# Katy Pyle
Katy Pyle es una persona profesional del baile y coreografía de ballet estadounidense. Es la persona fundadora y directora artística de Ballez.

## Primeros años y educación
Pyle comenzó a estudiar ballet con tan solo 3 años. Más tarde bailó con el Texas Youth Ballet. Con 13 años se unió como aprendiz al Austin Contemporary Ballet.
Un año después, se matriculó en la Escuela de Artes de Carolina del Norte en Winston-Salem como estudiante de tiempo completo en ballet preprofesional. Mientras entrenaba en Carolina del Norte, sufrió presión para cambiar su especialización del ballet clásico a la danza contemporánea debido a su tipo de cuerpo y estilo de movimiento. Durante su formación contemporánea, comenzó a estudiar coreografía como disciplina. En 1999 se graduó de la Escuela de Artes. En 2002 se graduó summa cum laude con una licenciatura en artes escénicas multimedia en la Universidad de Hollins.

## Carrera
Mientras estudiaba en la Universidad de Hollins, Pyle actuó como drag king y exploró formas de danza posmodernas. Después de graduarse de la universidad, se mudaron a la ciudad de Nueva York y bailaron para compañías y en trabajos individuales para Ivy Baldwin, Faye Driscoll, John Jasperse, Xavier Le Roy, Karinne Keithley, Jennifer Monson, Anna Sperber, Katie Workum y Young Jean Lee. Pyle comenzó a coreografiar en colaboraciones con Eleanor Hullihan, Rebecca Brooks y Jules Skloot durante este tiempo, incluidas las obras Salute to Ex-Best Friends, Galápagos, The Lady Centaur Show, PS 112, THE WAY: You Make Me Feel y COVERS.
En 2011, Pyle fundó Ballez, una compañía de ballet LGBTQ con sede en Brooklyn. Con Ballez, Pyle imparte clases de ballet para adultos en Brooklyn Arts Exchange y ha viajado con el programa a la Universidad de Princeton, la Universidad de Yale, Allied Media Conference, Movement Research, CounterPULSE, Irreverent Dance, University Musical Society, New York University, Sarah Lawrence College, y la Conferencia Juvenil Más Allá de la Tolerancia. Pyle se desempeña como persona dedicada a la dirección artística de Ballez y ha bailado y coreografiado para la compañía en obras importantes que incluyen The Firebird, a Ballez, Variations on Virtuosity, a Gala with the Stars of Ballez y Sleeping Beauty & the Beast. Pyle también coreografió Slavic Goddesses con seis solistas con Ballez para una serie de presentaciones en Kitchen como colaboración con Paulina Olowska. En enero de 2018, Pyle creó un pas de deux para PILLOWTALK con Kyoung H. Park en The Tank, que viajó a Chicago en agosto de 2018.
Enseña prácticas de ballet en el Eugene Lang College of Liberal Arts de The New School y ha establecido coreografías de Ballez para estudiantes de Bowdoin College, Whitman College y Beloit College como persona artista invitada en residencia.

## Vida personal
Se identifica como género queer y lesbiana.